# 390 v.Chr.

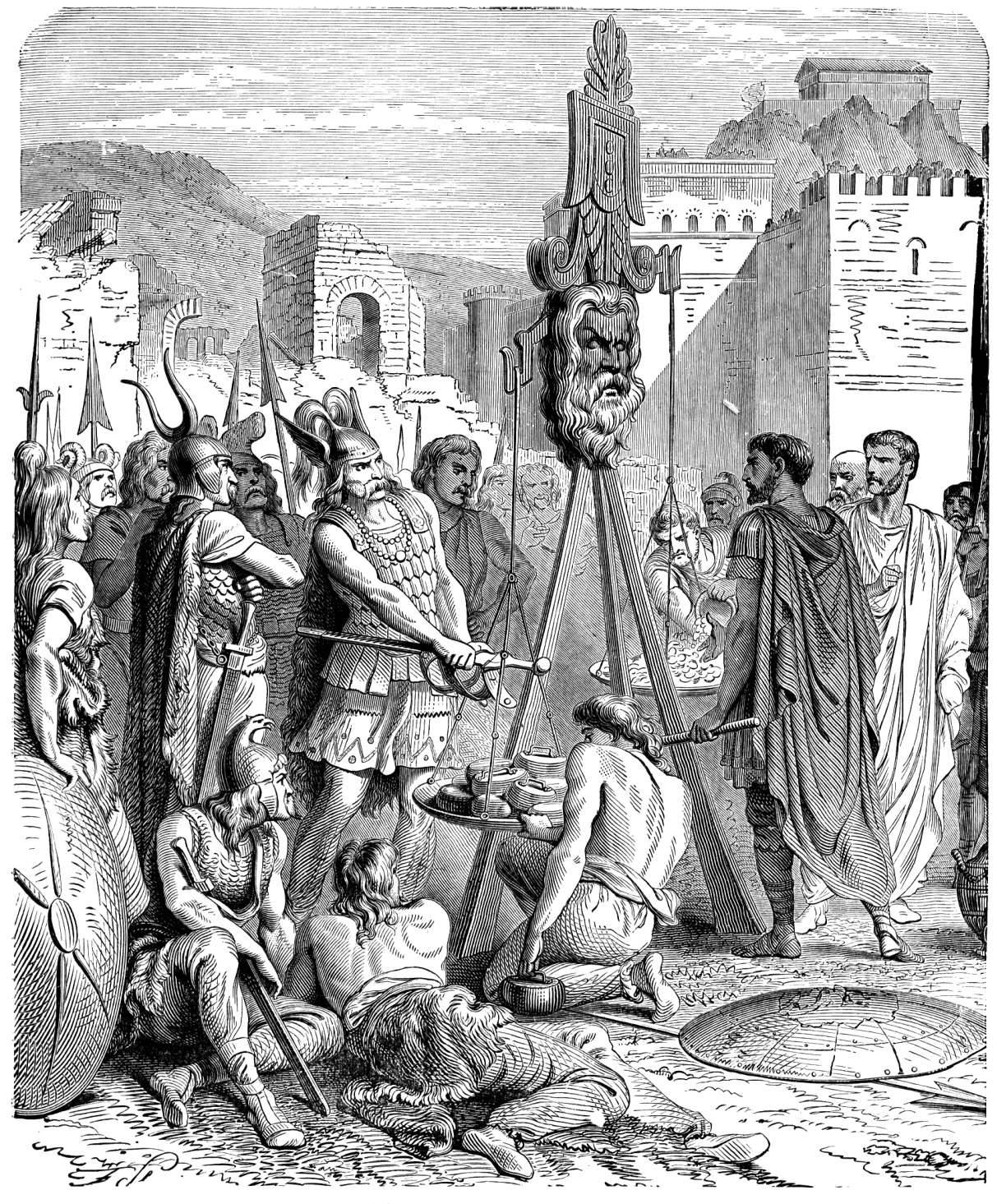
Brennus (links) eist losgeld van Rome.

Het jaar 390 v.Chr. is een jaartal volgens de christelijke jaartelling.

## Gebeurtenissen

### Italië
- 18 juli - De Gallische leider Brennus verslaat in de Slag aan de Allia, een zijrivier aan de Tiber, de Romeinse legioenen onder Quintus Sulpicius.
- De Galliërs belegeren Rome en plunderen de stad. De Romeinse inwoners vluchten naar de stad Veii, het Capitool wordt bestormd.
- Na zeven maanden komen Brennus en de Romeinen overeen het beleg te beëindigen, hij eist duizend pond in goud aan losgeld.

### Griekenland
- Atheense soldaten behalen een overwinning op de Spartaanse hoplieten nabij Lechaeum op het schiereiland Peloponnesos.
- Xenophon trekt zich terug op zijn landgoed te Scillus, nabij Olympia in Elis. Daar schrijft hij het beroemde boek de Anabasis.
- Het heiligdom van Delphi wordt verrijkt met een rond gebouwtje, een Tholos.

## Geboren
- Artaxerxes III (~390 v.Chr. - ~338 v.Chr.), koning van Perzië
- Hyperides (~390 v.Chr. - ~322 v.Chr.), Atheens politicus en redenaar

## Overleden
- Andocides (~440 v.Chr. - ~390 v.Chr.), Atheens redenaar en politicus (50)